# 22-й Світовий гірничий конгрес

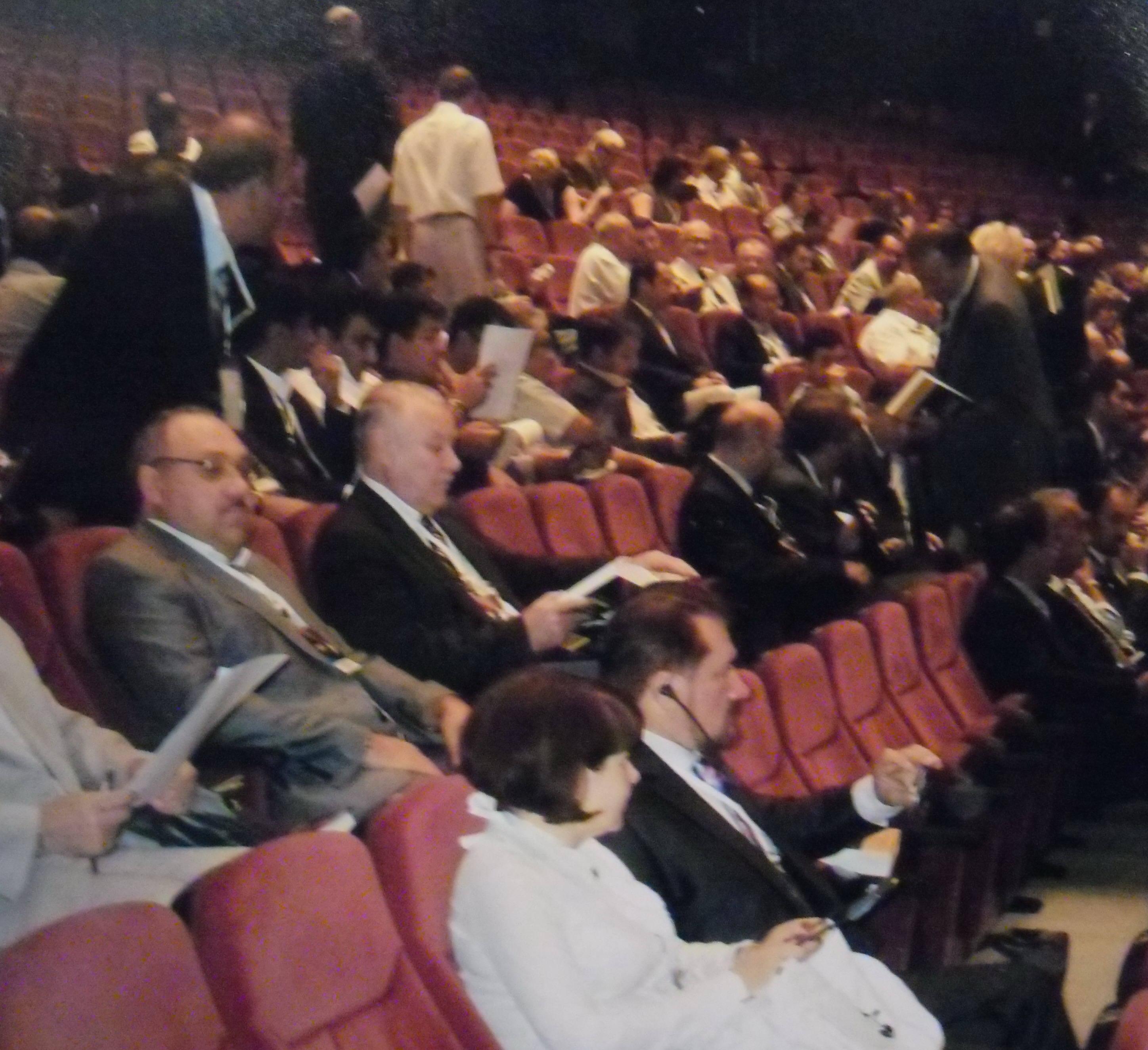
22-й Світовий гірничий конгрес. У залі засідань.

22-й Світовий гірничий конгрес — відбувся 11—16 вересня 2011 р., Стамбул, Туреччина.
Девіз 22-го Конгресу: «Інновації та проблеми у гірничій промисловості».
Конгрес охопив понад 1500 учасників з 40 різних країн.
У рамках Конгресу відбулася 22-га виставка «Mining World Expo» на 20 000 кв. м закритої площі та 15 000 кв. м відкритої площі.